# コビトドリ属
コビトドリ属（こびとどりぞく、学名 Todus）は、ブッポウソウ目コビトドリ科 Todidae の唯一の属である。コビトドリ（小人鳥）と総称される。
中央アメリカの大アンチル諸島にのみ住む。

## 特徴
いずれも全長10 cm程度の小型種。
樹上に住み、昆虫を捕食する。

## 系統と分類
カワセミ科+ハチクイモドキ科と姉妹群である。
|  | \| \| カワセミ科 Alcedinidae \| \| \| \| \| \| ハチクイモドキ科 Momotidae \| \| \| \| |
|  |                                                                                       |
|  | コビトドリ科 Todidae                                                                  |
|  |                                                                                       |
|  | カワセミ科 Alcedinidae                                                                |
|  |                                                                                       |
|  | ハチクイモドキ科 Momotidae                                                            |
|  |                                                                                       |

|  | カワセミ科 Alcedinidae     |
|  |                            |
|  | ハチクイモドキ科 Momotidae |
|  |                            |

Sibley分類では、ブッポウソウ目カワセミ亜目カワセミ下目コビトドリ小目 Todida の唯一の科とされた。

## 種
5種が確認されている。
- Todus multicolor, Cuban Tody, キューバコビトドリ
- Todus subulatus, Broad-billed Tody, ハシブトコビトドリ
- Todus angustirostris, Narrow-billed Tody, ハシボソコビトドリ
- Todus todus, Jamaican Tody, ジャマイカコビトドリ
- Todus mexicanus, Puerto Rican Tody, プエルトリココビトドリ